# Pháp kinh
Pháp kinh (chữ Hán: 法经) là bộ pháp điển do Lý Khôi lập ra vào năm 445 TCN dưới thời Ngụy Văn hầu, nhằm mục đích thực hành cải cách pháp chế trong nước. Đây là lần thực hiện cải cách pháp chế sớm nhất của các nước trong thời kỳ Chiến Quốc. Thành tích quan trọng nhất của Lý Khôi là đã biên soạn ra sáu chương Pháp kinh trên cơ sở chỉnh lý luật thành văn của các nước chư hầu.

## Nội dung
Pháp kinh có tất cả sáu chương gồm: Đạo pháp, Tặc pháp, Võng pháp, Bố pháp, Tạp pháp và Cụ pháp. Nội dung tổng thể các chương như sau: 
- Đạo pháp (盗法, luật về tội ăn trộm), chỉ việc xâm phạm tài sản công tư.
- Tặc pháp (賊法,luật về tội làm giặc) chỉ những tội về mặt chính trị và xâm phạm đối với thân thể con người, bao gồm gây thương tích và chết chóc.
- Võng pháp (囚法,còn gọi là Tù pháp 网法) là những quy định về việc giam cầm.
- Bố pháp (捕法), tức là luật về xét hỏi và bắt bớ tội phạm.
- Tạp pháp (雜法), là những quy định về các tội trạng khác.
- Cụ pháp (具法), chỉ những quy định về giảm hình hoặc tăng hình. Nội dung của chương 6 lấy việc tố tụng hình pháp và hình sự làm chính.

## Ý nghĩa
Pháp kinh đã xác lập một cách đại thể một số nguyên tắc cơ bản lập pháp phong kiến mà cũng đã xây dựng được quy mô sơ khởi của hệ thống pháp luật phong kiến, nó đem tư tưởng hình không đẳng cấp và hình nặng tội nhẹ do các luật gia thời trước Tần đề ra đầu tiên quán triệt các mặt quy định của pháp luật, nó đã đưa ra những tư tưởng chỉ đạo quan trọng và kinh nghiệm đầu tiên cho lập pháp phong kiến, luật nhà Tần và luật Cửu chương đều được xây dựng trên cơ sở Pháp kinh. Do đó Pháp kinh được coi là bộ luật thành văn tương đối hoàn chỉnh thứ nhất trong lịch sử Trung Quốc.